# Oliver Kovačević
Oliver Kovačević (cyr. Оливер Ковачевић; 29 października 1974 w Splicie) – serbski piłkarz grający na pozycji bramkarza.

## Kariera klubowa
Kovačević pochodzi ze Splitu, jednak piłkarską karierę rozpoczął po wojnie w Chorwacji w belgradzkim FK Milicionar. W sezonie 1996/1997 zadebiutował w jego barwach w drugiej lidze. Przez pierwsze dwa sezony był rezerwowym, a miejsce w wyjściowej jedenastce stołecznego zespołu wywalczył sobie w sezonie 1998/1999, gdy zespół występował już w pierwszej lidze. Jednak w sezonie 2000/2001 Milicionar zajął ostatnie miejsce i spadł o klasę niżej. Po sezonie zmienił barwy klubowe i przeszedł do innego klubu z Belgradu, FK Železnik. W nim występował przez pełne cztery sezony i w tym okresie rozegrał 116 ligowych spotkań.
Latem 2005 wyjechał do Turcji. Został bramkarzem Samsunsporu, jednak przez pół roku nie rozegrał żadnego spotkania i przegrywał rywalizację z reprezentantem Kamerunu, Alioumem Boukarem. Na początku 2006 roku trafił do bułgarskiego CSKA Sofia. Wywalczył z CSKA wicemistrzostwo kraju. W sezonie 2006/2007 nie grał, a jego miejsce między słupkami klubu z Sofii zajął Iwajło Petrow. Po tym sezonie zakończył karierę piłkarską.
| Sezon   | Klub          | Kraj                | Rozgrywki           | Mecze | Bramki |
| ------- | ------------- | ------------------- | ------------------- | ----- | ------ |
| 1996/97 | FK Milicionar | Jugosławia          | 2. liga             | 1     | 0      |
| 1997/98 | FK Milicionar | Jugosławia          | 2. liga             | 4     | 0      |
| 1998/99 | FK Milicionar | Jugosławia          | Meridijan Superliga | 21    | 0      |
| 1999/00 | FK Milicionar | Jugosławia          | Meridijan Superliga | 9     | 0      |
| 2000/01 | FK Milicionar | Jugosławia          | Meridijan Superliga | 28    | 0      |
| 2001/02 | FK Železnik   | Jugosławia          | Meridijan Superliga | 31    | 0      |
| 2002/03 | FK Železnik   | Jugosławia          | Meridijan Superliga | 33    | 0      |
| 2003/04 | FK Železnik   | Serbia i Czarnogóra | Meridijan Superliga | 28    | 0      |
| 2004/05 | FK Železnik   | Serbia i Czarnogóra | Meridijan Superliga | 24    | 0      |
| 2005/06 | Samsunspor    | Turcja              | Superliga           | 0     | 0      |
| 2005/06 | CSKA Sofia    | Bułgaria            | Grupa A             | 9     | 0      |
| 2006/07 | CSKA Sofia    | Bułgaria            | Grupa A             | 0     | 0      |
| 2007/08 | CSKA Sofia    | Bułgaria            | Grupa A             |       |        |

## Kariera reprezentacyjna
W reprezentacji Jugosławii Kovačević zadebiutował 8 czerwca 2005 roku w zremisowanym 1:1 towarzyskim spotkaniu z Włochami. W 2006 roku Ilija Petković powołał go na Mistrzostwa Świata w Niemczech, na których był rezerwowym dla Dragoslava Jevricia.